# 安楽寺 (京都市)
安楽寺（あんらくじ）は、京都市左京区鹿ケ谷御所ノ段町にある浄土宗系単立の寺院。山号は住蓮山。本尊は阿弥陀如来。鎌倉時代のはじめ、浄土宗の開祖法然の弟子である住蓮房（以下住蓮という）と安楽房（以下安楽という）が、専修念仏の道場として結んだ草庵にはじまる。7月に中風除けを祈願するカボチャ供養で有名である。通称として松虫鈴虫寺（まつむしすずむしでら）ともいわれる。

## 歴史
平安時代の安元3年（1177年）に起こった鹿ケ谷の陰謀から20数年後の鎌倉時代のはじめに、法然の弟子である住蓮と安楽が東山辺りを散歩していると、山中から一匹の白い鹿が現れ、その鹿が俊寛の山荘跡あたりで姿が消えたのを不思議に思い霊告を感じたので、現在安楽寺がある場所より東方の山中に専修念仏の道場として、鹿ケ谷草庵を結んだのが当寺のはじまりという。そこで住蓮と安楽は、六時礼讃の行法等、法然の説く専修念仏の教化につとめた。住蓮と安楽の礼讃声明は美しく、聴衆を魅了したといわれる。
しかし、建永2年（1207年）に起こった建永の法難で、住蓮と安楽は後鳥羽上皇の女官であった松虫と鈴虫を出家させたとして処刑され、鹿ケ谷草庵は荒廃する。その後、流刑地から帰洛した師の法然が住蓮・安楽両僧の菩提所として草庵を再建した。
その後も何度か興廃を繰り返し、現在地に移転して再興したのは室町時代後期の天文年間（1532年 - 1555年）のことである。
寺宝として住蓮・安楽と後鳥羽上皇の女官であった松虫・鈴虫関連のものが残されている。
山号の住蓮山は住蓮坊の、寺号の安楽寺は安楽房の名に依ったものである。
以前は浄土宗西山禅林寺派に属していたが、現在は単立となっている。

## 境内
- 本堂 - 本尊・阿弥陀如来立像（阿弥陀五尊像）。他に住蓮上人像、安楽上人像、松虫姫像、鈴虫姫像、法然上人張子の像などがある。
- 庭園
- 書院
- 客殿「椛」 - 2010年（平成22年）築。
- 庫裏
- 松虫姫供養塔
- 鈴虫姫供養塔
- 住蓮上人供養塔
- 安楽上人供養塔
- 真空益随上人供養塔
- 仏足石
- くさの地蔵堂 - 2015年（平成27年）5月2日再建。
- 山門 - 1892年（明治25年）再建。茅葺き。

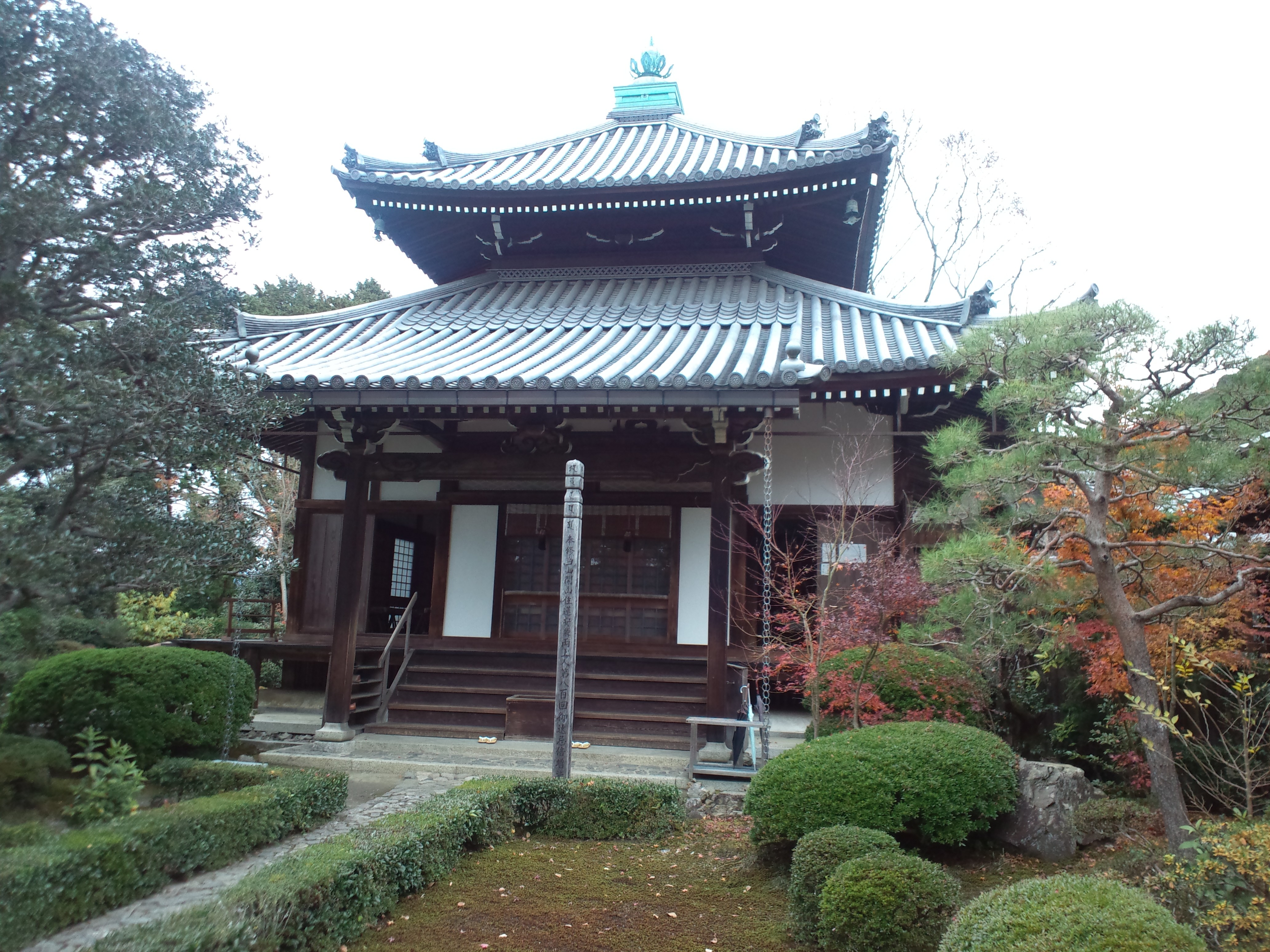
本堂
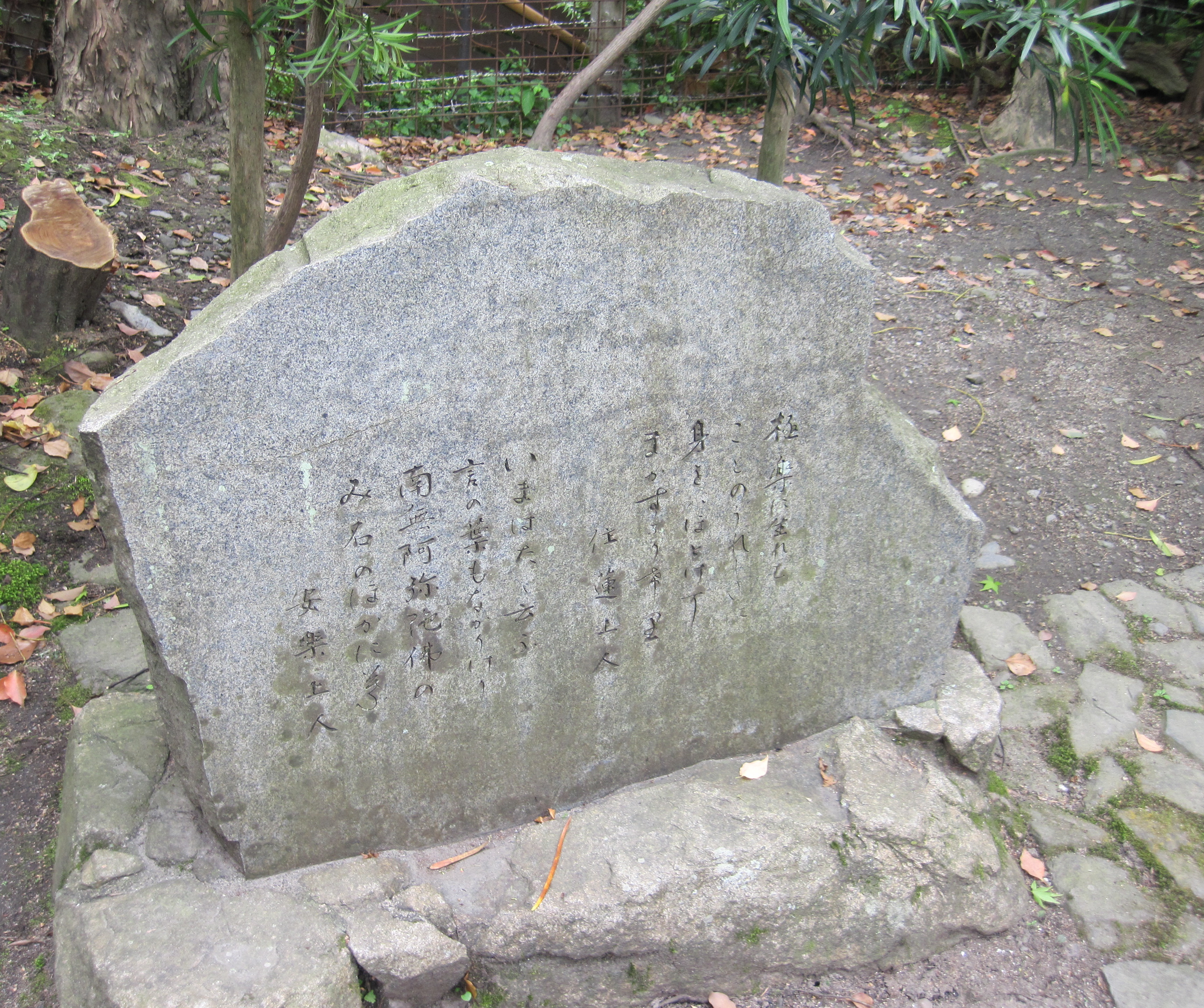
住連上人・安楽上人辞世の詠
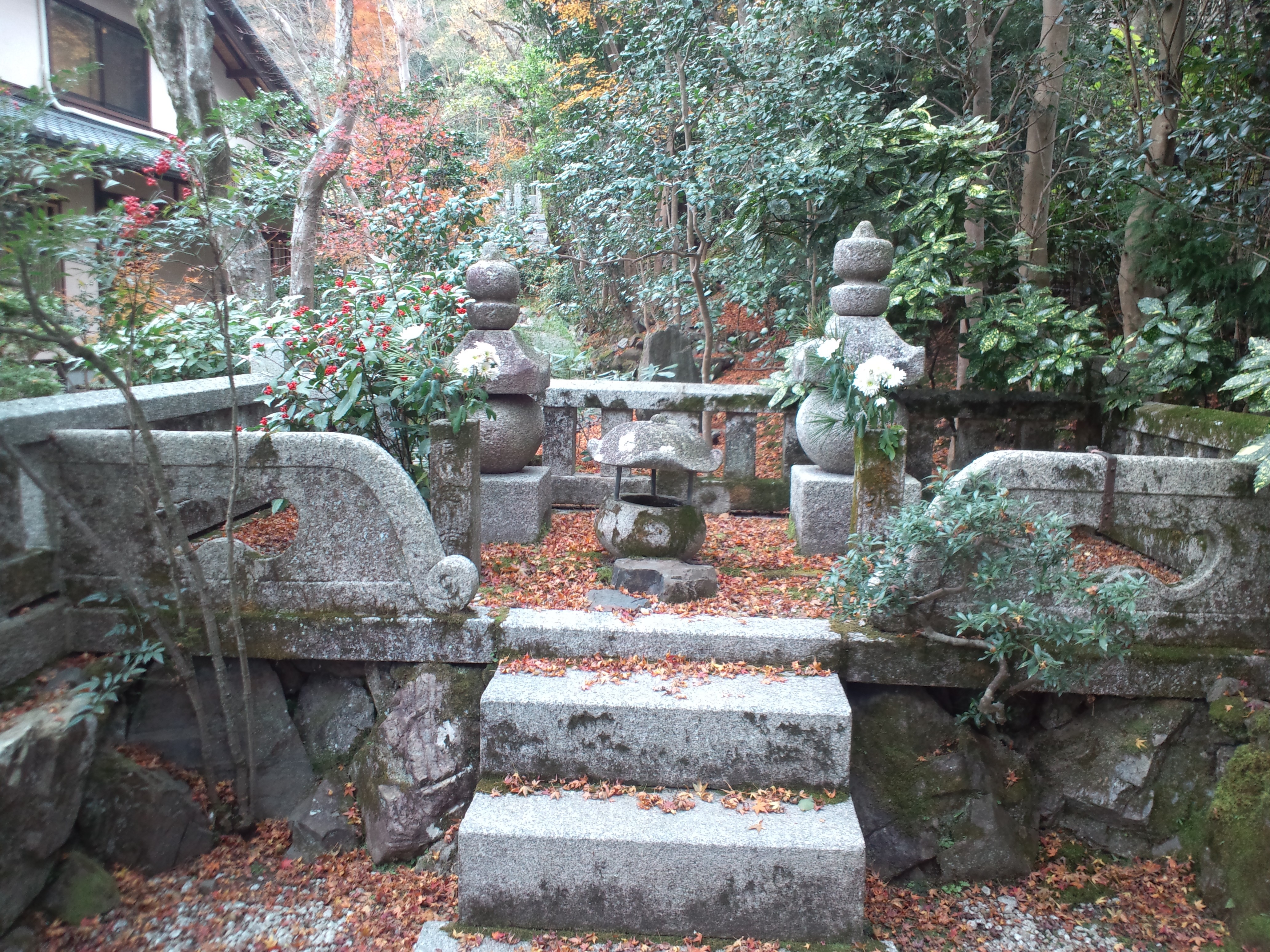
住蓮上人・安楽上人供養塔

## かぼちゃ供養
安楽寺では、毎年7月25日に「中風まじない鹿ケ谷カボチャ供養」を厳修する。これは今から180年程前、当時の住職であった真空益随上人が、人々を病苦から救おうと本堂で修行中に、本尊阿弥陀如来から「夏の土用のころに、鹿ケ谷カボチャを食べれば中風にならない」との霊告を受けたのが始まりで、以来7月25日に行われ、参詣者に鹿ケ谷カボチャがふるまわれる。この鹿ケ谷カボチャは、1955年（昭和30年）までは盛んに作られていたが、その後は新品種の登場で煽りを受け、今日ではわずかに作られているに過ぎないが、その栄養価が評価され今また脚光をあびている。鹿ケ谷かぼちゃは安楽寺のかぼちゃ供養のため、洛北の市原や静原・鷹ケ峰・玄琢・衣笠等の京都市近郊の農家で栽培されている。

## 一年の主な行事
- 3月春分の日　彼岸会法要
- 4月29日　鈴虫姫祥月命日和讃法要
- 6月第1日曜日　開山忌法要
- 7月25日　かぼちゃ供養
- 8月9日　盆施餓鬼法要
- 9月秋分の日　彼岸会法要
- 11月14日　お十夜法要
- 11月18日　松虫姫祥月命日和讃法要[5]

## 住連・安楽上人辞世の詠
『 極楽に生れむ ことのうれしさに 身をばほとけに まかすなり希里 』 住蓮上人
『 いまはただ云ふ 言の葉もなかりけり 南無阿弥陀佛の み名のほかに葉 』 安楽上人

## 所在地
- 京都市左京区鹿ケ谷御所ノ段町21

## 拝観
春の花と秋の紅葉の時期の週末と7月25日のカボチャ供養の日のみ一般公開を行い、庭園・本堂・書院を拝観できる。一般公開日は本堂で30分おきに約10分間、寺の由来やお木像の説明を行う。
- 4月上旬の土日（桜の時期）
- 5月上旬の土日・祝日（つつじの時期）
- 5月下旬 - 6月上旬の土日（さつきの時期）
- 7月25日（鹿ケ谷カボチャ供養）
- 11月全土日・祝日および12月上旬の土日（紅葉の時期）

拝観時間・9:30 - 16:30

## アクセス
- 京都市営バス32系統「上宮ノ前町」下車徒歩5分
- 京都市営バス急行100系統「法然院町」下車徒歩6分
- 京都市営バス5・93・203・204系統「真如堂前」下車徒歩10分
- 京都市営バス17系統・急行102系統「錦林車庫前」下車徒歩12分